# Chalcidinae
Chalcidinae est aussi un synonyme de Scincinae, une sous-famille de sauriens.
Sous-famille
Les Chalcidinae forment une sous-famille d'insectes hyménoptères de la famille des Chalcididae. 

## Description
- Tibia arrière possédant une excroissance en épine.
- Antennes insérées au milieu de la face.

## Taxinomie

### Tribus
Brachymeriini – Chalcidini – Conurini

### Aperçu des genres
Acanthochalcis - Acrocentrus - Brachymeria - Caenobrachymeria - Conura - Corumbichalcis - Cratocentrus - Hovachalcis - Marres - Megachalcis - Megalocolus - Muhabbetella - Parastypiura - Phasgonophora - Philocentrus - Pilismicra - Plastochalcis - Spatocentrus - Stenochalcis - Stypiura - Trigonura - Vespomorpha